# 联邦国民议会
联邦国民议会（阿拉伯语：المجلس الوطني الإتحادي）是阿拉伯联合酋长国的国家立法机关，实行一院制。联邦国民议会由40名议员组成，议员名额大致按各酋长国人口比例分配，阿布扎比和迪拜各8名，沙迦和哈伊马角各6名，阿治曼、乌姆盖万和富查伊拉各4名。联邦议员必须是年满25周岁的阿联酋本国公民，具有良好的品德、声望及广博的知识。联邦国民议会具有立法职能和监督职能（实际为审议和咨询职能）。所有聯邦議員只能以獨立身份參政，不可以政黨方式參與。

## 外部連結
- 官方网站